# Brian Quinn (futbolista)
Brian Quinn (Belfast, Irlanda del Norte, 24 de mayo de 1960) es un exfutbolista y entrenador de fútbol de Estados Unidos nacido en Irlanda del Norte que jugaba en la posición de centrocampista. Actualmente es el entrenador de los San Diego Toreros de la NCAA.

## Carrera

### Club
| Periodo   | Club                         |
| --------- | ---------------------------- |
| 1978-1979 | Larne FC                     |
| 1979–1981 | Everton FC                   |
| 1981      | Los Angeles Aztecs           |
| 1982–1983 | Montreal Manic               |
| 1983–1991 | San Diego Sockers            |
| 1988      | Hamilton Steelers            |
| 1991–1994 | USSF                         |
| 1991–1992 | → San Diego Sockers (cedido) |

### Selección nacional
Luego de obtener la nacionalidad representó a Estados Unidos en 45 ocasiones de 1991 a 1995 y anotó un gol, el cual fue en la victoria por 3-0 sobre Guatemala en Los Ángeles por la Copa de Oro de la Concacaf 1991. Su debut fue en un partido amistoso ante Irlanda del Norte en Foxboro Stadium.
Quinn ya ha sido nominado al US Soccer's National Soccer Hall of Fame Veteran's ballot.

### Entrenador
| Periodo   | Club              |
| --------- | ----------------- |
| 1995-1996 | San Diego Sockers |
| 1997-1999 | San Jose Clash    |
| 2001-2004 | San Diego Sockers |
| 2018-     | San Diego Toreros |

## Logros

### Jugador
- Copa Oro de la Concacaf (1): 1991

### Individual
- Miembro del Indoor Soccer Hall of Fame en 2013.[4]
- Seleccionado al Juego de las Estrellas de la NASL en 1984.
- Entrenador del Año de la West Coast Conference en 2022.